# 林查拉
林查拉（Tomás Sála, O.P.，1775年12月20日—1828年10月1日）西班牙多明我会会士、天主教福建宗座代牧区的助理主教（1818-1828年）。在中国传教18年（1810-1828）。
1775年12月20日，林查拉出生於西班牙巴塞羅那。1806年受差遣前往菲律宾马尼拉，在多玛斯大学教神学。也曾在新比斯开省传教区服务。
1810年受差遣前往中国。1818年8月14日（42岁），林查拉神父晋升为天主教福建宗座代牧区的助理主教，领 Nilopolis 主教衔，1820年10月1日举行祝圣仪式。林查拉助理主教在溪引創立了十字架修道院，讲授神學。
1828年10月1日，林查拉在福建省福安县溪前村（今福安市溪潭镇溪填村）去世，享年52岁。